# Kubota Mantarō

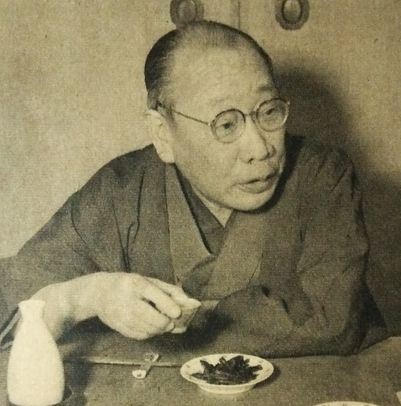
Kubota Mantarō

Kubota Mantarō (japanisch 久保田 万太郎; * 11. November 1889 in der Präfektur Tokio; † 6. Mai 1963) war ein japanischer Schriftsteller.

## Leben
Kubota verfasste bereits als Schüler Haikus und veröffentlichte während seiner Studienzeit an der Keiō-Universität die Kurzgeschichte Asagao und das Schauspiel Yūgi, in der Mita Bungaku (三田文学), der Literaturzeitschrift der Universität. In der Folge erschienen mehrere Romane. Von 1919 bis 1926 unterrichtete Kubota Literatur an der Keiō-Universität.
Daneben betätigte er sich als Dramaturg beim Shinpa-Theater, für das er mehrere Romane Izumi Kyōkas dramatisierte. Gemeinsam mit Kume Masao wurde er 1926 Mitarbeiter des Zentralrundfunks Tokio (heute: NHK), deren Abteilung für Theater und Musik er bis 1938 leitete. 1932 gründete er mit Tomoda Kyōsuke und Tamura Akiko die Tsukijiza-Theatergruppe (築地座).
Nachdem Tomoda 1937 in China gefallen war, gründete Kubota mit Kishida Kunio und Shishi Bunroku die Theatergruppe Bungakuza (文学座), die bis heute zu den führenden Shingeki-Theatergruppen Japans zählt. Als Haiku-Dichter war Kubota Schüler von Okamoto Shōhin und Matsune Tōyōjō. Er veröffentlichte selbst mehrere Haikusammlungen und war Herausgeber des Haiku-Magazins Shuntō (春燈).
1956 wurde San no tori mit dem Yomiuri-Literaturpreis für Romanliteratur ausgezeichnet und 1957 erhielt Kubota den Kulturorden.

## Werke
- Asagao (朝顔), Kurzgeschichte
- Yūgi (遊戯), Schauspiel
- Uragare (末枯), Roman
- Shundei (春泥), Roman
- Shiseijin (市井人), Roman
- Kuregata (暮れがた), Schauspiel, 1911
- Amazora (雨空), Schauspiel, 1920
- Kokorogokoro (心ごころ), Schauspiel, 1922
- Fukō (不幸), Schauspiel, 1924
- Mijikayo (短夜), Schauspiel, 1925
- Ōdera Gakkō (大寺学校), Schauspiel, 1928
- Kadode, Schauspiel, 1931
- Tsuribori nite (釣堀にて), Schauspiel, 1935
- Akikusa-banashi, Schauspiel, 1946
- Michishiba (道芝), Haikus
- Momochidori (ももちどり), Haikus
- Ryūgūshō (流寓抄), Haikus